# Пиківська сільська рада
| Пиківська сільська рада — орган місцевого самоврядування у Калинівському районі Вінницької області з адміністративним центром у с. Пиків. Сільській раді підпорядковані населені пункти: - с. Пиків - с. Шепіївка |

## Склад ради
Рада складається з 16 депутатів та голови.

## Керівний склад сільської ради
| ПІБ                    | Основні відомості                                                                  | Дата обрання | Дата звільнення |
| ---------------------- | ---------------------------------------------------------------------------------- | ------------ | --------------- |
| Козак Федір Васильович | Сільський голова, 1949 року народження, освіта, член Соціалістичної партії України | 26.03.2006   | 31.10.2010      |
| Козак Федір Васильович | Сільський голова, 1949 року народження, освіта вища, член Партії регіонів          | 31.10.2010   |                 |

Примітка: таблиця складена за даними джерела